# Persone di nome Andrej
| Questa pagina contiene informazioni ricavate automaticamente dalle voci biografiche con l'ausilio del template Bio e di un bot. L'aggiornamento è periodico e automatico e ricostruisce completamente la pagina. Se manca una persona in questa lista, sei pregato di non aggiungerla, ma accertati piuttosto che la sua voce biografica contenga il template Bio e che i dati anagrafici siano correttamente compilati. Se il template Bio manca, inseriscilo tu stesso o, in alternativa, metti l'avviso {{tmp\|Bio}} che ne segnala la mancanza. Se i dati riportati sono sbagliati, correggi direttamente la voce biografica; le modifiche saranno visibili in questa lista entro pochi giorni. Per chiarimenti vedi il progetto antroponimi. La lista contiene solo le 358 persone che sono citate nell'enciclopedia e per le quali è stato implementato correttamente il template Bio. Pagina aggiornata al 16 ott 2024. |

Questa è una lista di persone presenti nell'enciclopedia che hanno il prenome Andrej, suddivise per attività principale.

## Agenti segreti(1)
- Andrej Konstantinovič Lugovoj, agente segreto russo (Baku, n. 1966)

## Allenatori di calcio(10)
- Andrej Afanas'ev, allenatore di calcio e ex calciatore russo (Mosca, n. 1964)
- Andrej Černyšov, allenatore di calcio e ex calciatore sovietico (Mosca, n. 1968)
- Andrej Daňko, allenatore di calcio e ex calciatore slovacco (Michalovce, n. 1948)
- Andrej Jakubik, allenatore di calcio e ex calciatore sovietico (Mosca, n. 1950)
- Andrej Komac, allenatore di calcio e ex calciatore sloveno (San Pietro-Vertoiba, n. 1979)
- Andrej Novosadov, allenatore di calcio e ex calciatore russo (n. 1972)
- Andrej Panadić, allenatore di calcio e ex calciatore jugoslavo (Zagabria, n. 1969)
- Andrej Pjatnickij, allenatore di calcio e ex calciatore sovietico (Tashkent, n. 1967)
- Andrej Talalaev, allenatore di calcio e ex calciatore russo (Mosca, n. 1972)
- Andrej Tichonov, allenatore di calcio e ex calciatore russo (Korolev, n. 1970)

## Allenatori di calcio a 5(1)
- Andrej Dobovičnik, allenatore di calcio a 5 e ex giocatore di calcio a 5 sloveno (Celje, n. 1967)

## Allenatori di hockey su ghiaccio(1)
- Andrej Hočevar, allenatore di hockey su ghiaccio e ex hockeista su ghiaccio sloveno (Lubiana, n. 1984)

## Allenatori di pallacanestro(3)
- Andrej Mal'cev, allenatore di pallacanestro e ex cestista russo (Leningrado, n. 1966)
- Andrej Urlep, allenatore di pallacanestro sloveno (Lubiana, n. 1957)
- Andrej Žakelj, allenatore di pallacanestro e ex cestista sloveno (Postumia, n. 1978)

## Allenatori di pallavolo(1)
- Andrej Voronkov, allenatore di pallavolo e ex pallavolista russo (Slavsk, n. 1967)

## Allenatori di sci alpino(1)
- Andrej Jerman, allenatore di sci alpino e ex sciatore alpino sloveno (Kranj, n. 1978)

## Altisti(1)
- Andrej Sil'nov, altista russo (Šachty, n. 1984)

## Ammiragli(1)
- Andrej Avgustovič Ėbergard, ammiraglio russo (Patrasso, n. 1856 - Pietrogrado, † 1919)

## Antropologi(1)
- Andrej Korotaev, antropologo, economista e storico russo (Mosca, n. 1961)

## Aracnologi(1)
- Andrej Viktorovič Tanasevič, aracnologo russo (Mosca, n. 1956)

## Architetti(2)
- Andrej Stackenschneider, architetto russo (Gatčina, n. 1802 - Mosca, † 1865)
- Andrej Nikiforovič Voronichin, architetto russo (Usol'e, n. 1759 - San Pietroburgo, † 1814)

## Arcivescovi cattolici(1)
- Andrej Szeptycki, arcivescovo cattolico ucraino (Prylbyči, n. 1865 - Leopoli, † 1944)

## Artisti marziali misti(2)
- Andrej Arloŭski, artista marziale misto bielorusso (Babrujsk, n. 1979)
- Andrej Koreškov, artista marziale misto russo (Omsk, n. 1990)

## Assassini seriali(1)
- Andrej Romanovič Čikatilo, serial killer sovietico (Jablučne, n. 1936 - Novočerkassk, † 1994)

## Astrofisici(1)
- Andrej Severnyj, astrofisico russo (n. 1913 - † 1987)

## Attori(14)
- Andrej L'vovič Abrikosov, attore sovietico (Sinferopoli, n. 1906 - Mosca, † 1973)
- Andrej Bagar, attore, regista teatrale e politico slovacco (Trenčianske Teplice, n. 1900 - Bratislava, † 1966)
- Andrej Bogatyrёv, attore, regista e sceneggiatore russo (Mosca, n. 1985)
- Andrej Fajt, attore sovietico (Nižnij Novgorod, n. 1903 - Mosca, † 1976)
- Andrej Gromov, attore e regista russo (Mosca, n. 1887 - Riga, † 1922)
- Andrej Kostričkin, attore sovietico (San Pietroburgo, n. 1901 - Leningrado, † 1973)
- Andrej Lavrent'ev, attore sovietico (n. 1882 - Leningrado, † 1935)
- Andrej Mežulis, attore russo (Novoaltajsk, n. 1968)
- Andrej Aleksandrovič Mironov, attore sovietico (Mosca, n. 1941 - Riga, † 1987)
- Andrej Vasil'evič Mjagkov, attore sovietico (Leningrado, n. 1938 - Mosca, † 2021)
- Andrej Panin, attore e regista sovietico (Novosibirsk, n. 1962 - Mosca, † 2013)
- Andrej Popov, attore sovietico (Kostroma, n. 1918 - Mosca, † 1983)
- Andrej Sergeevič Smirnov, attore e regista russo (Mosca, n. 1941)
- Andrej Petrovič Zvjagincev, attore e regista russo (Novosibirsk, n. 1964)

## Banchieri(1)
- Andrej Kostin, banchiere e politico russo (Mosca, n. 1956)

## Biatleti(4)
- Andrej Makoveev, biatleta russo (Tobol'sk, n. 1982)
- Andrej Nepein, ex biatleta sovietico (Dmitrov, n. 1965)
- Andrej Prokunin, biatleta russo (Mosca, n. 1978)
- Andrej Zenkov, ex biatleta sovietico (Apatity, n. 1961)

## Bobbisti(2)
- Aleksej Andrjunin, ex bobbista russo (Mosca, n. 1976)
- Andrej Jurkov, bobbista russo (Krasnoyarsk, n. 1983)

## Cantanti(2)
- Macan, cantante e rapper russo (Mosca, n. 2002)
- Andrej Vadimovič Makarevič, cantante e chitarrista russo (Mosca, n. 1953)

## Cartografi(1)
- Andrej Ippolitovič Vil'kickij, cartografo e geodeta russo (Minsk, n. 1858 - San Pietroburgo, † 1913)

## Cestisti(18)
- Andrej Desjatnikov, cestista russo (Vladivostok, n. 1994)
- Andrej Fetisov, ex cestista russo (Novokuzneck, n. 1972)
- Andrej Ivanov, cestista russo (Ržavki, n. 1984)
- Andrej Kirilenko, ex cestista e dirigente sportivo russo (Iževsk, n. 1981)
- Andrej Koščeev, ex cestista russo (Leningrado, n. 1987)
- Andrej Lemanis, ex cestista e allenatore di pallacanestro australiano (Melbourne, n. 1969)
- Andrej Lopatin, cestista russo (Mosca, n. 1998)
- Andrej Lopatov, cestista sovietico (Inta, n. 1957 - Santa Monica, † 2022)
- Andrej Magdevski, cestista macedone (Skopje, n. 1996)
- Andrej Makeev, cestista sovietico (Petrozavodsk, n. 1952 - San Pietroburgo, † 2021)
- Andrej Mangold, cestista tedesco (Hannover, n. 1987)
- Andrej Martjuk, cestista russo (Nikopol', n. 2000)
- Andrej Maslinko, cestista macedone (Skopje, n. 1997)
- Andrej Matejunas, cestista russo (Kazan', n. 1988)
- Andrej Štimac, ex cestista e allenatore di pallacanestro croato (Fiume, n. 1979)
- Andrej Truškin, ex cestista russo (n. 1981)
- Andrej Voroncevič, cestista russo (Omsk, n. 1987)
- Andrej Zubkov, cestista russo (Čeljabinsk, n. 1991)

## Ciclisti su strada(7)
- Andrej Kašečkin, ex ciclista su strada kazako (Qyzylorda, n. 1980)
- Andrej Kivilëv, ciclista su strada kazako (Taldyqorǵan, n. 1973 - Saint-Étienne, † 2003)
- Andrej Kljuev, ex ciclista su strada e pistard russo (Lipeck, n. 1987)
- Andrej Mizurov, ex ciclista su strada kazako (Karaganda, n. 1973)
- Andrej Teterjuk, ex ciclista su strada kazako (Almaty, n. 1967)
- Andrej Zejc, ex ciclista su strada kazako (Pavlodar, n. 1986)
- Andrej Zinčenko, ex ciclista su strada russo (Samara, n. 1972)

## Combinatisti nordici(1)
- Andrej Dundukov, ex combinatista nordico sovietico (Južno-Sachalinsk, n. 1966)

## Compositori(2)
- Andrej Očenáš, compositore slovacco (Selce, n. 1911 - Bratislava, † 1995)
- Andrej Šifrer, compositore e cantautore sloveno (Kranj, n. 1952)

## Compositori di scacchi(1)
- Andrej Lobusov, compositore di scacchi russo (Mosca, n. 1951 - Mosca, † 2010)

## Cosmonauti(3)
- Andrej Babkin, cosmonauta russo (Brjansk, n. 1969)
- Andrej Borisenko, cosmonauta russo (Leningrado, n. 1964)
- Andrej Fedjaev, cosmonauta russo (Serov, n. 1981)

## Critici letterari(1)
- Andrej Mráz, critico letterario, storico della letteratura e drammaturgo slovacco (Bački Petrovac, n. 1904 - Bratislava, † 1964)

## Danzatori(1)
- Andrej Andreevič Ermakov, danzatore russo (Leningrado, n. 1987)

## Danzatori su ghiaccio(2)
- Andrej Bukin, ex danzatore su ghiaccio sovietico (Mosca, n. 1957)
- Andrej Minenkov, ex danzatore su ghiaccio russo (Mosca, n. 1954)

## Diplomatici(1)
- Andrej Artamonovič Matveev, diplomatico russo (n. 1666 - † 1728)

## Direttori d'orchestra(2)
- Andrej Borejko, direttore d'orchestra russo (Leningrado, n. 1957)
- Andrej Kostelanec, direttore d'orchestra e arrangiatore russo (San Pietroburgo, n. 1901 - Haiti, † 1980)

## Dirigenti sportivi(3)
- Andrej Hauptman, dirigente sportivo e ex ciclista su strada sloveno (Lubiana, n. 1975)
- Andrej Kančel'skis, dirigente sportivo, allenatore di calcio e ex calciatore russo (Kirovohrad, n. 1969)
- Andrej Rečnik, dirigente sportivo, ex sciatore alpino e ex calciatore sloveno (n. 1957)

## Disc jockey(1)
- DJ Smash, disc jockey e produttore discografico russo (Perm', n. 1982)

## Economisti(1)
- Andrej Shleifer, economista e docente statunitense (Mosca, n. 1961)

## Editori(1)
- Andrej Uršič, editore, giornalista e politico sloveno (Caporetto, n. 1908 - Lubiana, † 1948)

## Fisici(4)
- Andrej Fursenko, fisico, imprenditore e politico russo (San Pietroburgo, n. 1949)
- Andrej Gejm, fisico sovietico (Soči, n. 1958)
- Andrej Dmitrievič Linde, fisico russo (Mosca, n. 1948)
- Andrej Dmitrievič Sacharov, fisico e attivista sovietico (Mosca, n. 1921 - Mosca, † 1989)

## Fondisti(7)
- Andrej Astaščin, ex fondista sovietico
- Andrej Kirillov, ex fondista russo (Kalinovo, n. 1967)
- Andrej Krasnov, fondista russo (n. 1994)
- Andrej Lar'kov, fondista russo (n. 1989)
- Andrej Mel'ničenko, fondista russo (n. 1992)
- Andrej Nutrichin, ex fondista russo (Vorkuta, n. 1973)
- Andrej Parfenov, fondista russo (Troicko-Pečorsk, n. 1987)

## Fotoreporter(1)
- Andrej Stenin, fotoreporter russo (Pečora, n. 1980 - Snižne, † 2014)

## Generali(11)
- Andrej Vasil'evič Bogdanovskij, generale, politico e nobile russo (Mosca, n. 1780 - San Pietroburgo, † 1864)
- Andrej Ivanovič Erëmenko, generale sovietico (Markovka, n. 1892 - Mosca, † 1970)
- Andrej Antonovič Grečko, generale e politico sovietico (Golodaevka, n. 1903 - Mosca, † 1976)
- Andrej Kolesnikov, generale russo (Oktjabr'skoe, n. 1977)
- Andrej Nikolaevič Korf, generale russo (n. 1831 - Chabarovsk, † 1893)
- Andrej Grigor'evič Kravčenko, generale sovietico (Sulymivka, n. 1899 - Mosca, † 1963)
- Andrej Mordvičev, generale russo (Pavlodar, n. 1976)
- Andrej Aljakseevič Raŭkoŭ, generale e politico bielorusso (Revyaki, n. 1967)
- Andrej Škuro, generale russo (Paškovskaja, n. 1887 - Mosca, † 1947)
- Andrej Suchoveckij, generale e paracadutista russo (Novosibirsk, n. 1974 - Hostomel', † 2022)
- Andrej Andreevič Vlasov, generale sovietico (Oblast' di Nižnij Novgorod, n. 1901 - Mosca, † 1946)

## Geografi(1)
- Andrej Petrovič Kapica, geografo russo (Cambridge, n. 1931 - Mosca, † 2011)

## Geologi(1)
- Andrej Dmitrievič Archangel'skij, geologo russo (Rjazan', n. 1879 - Mosca, † 1940)

## Ginnasti(1)
- Andrej Judin, ginnasta russo (Togliatti, n. 1996)

## Giocatori di calcio a 5(5)
- Andrej Afanas'ev, giocatore di calcio a 5 russo (Sverdlovsk, n. 1986)
- Andrej Linevič, ex giocatore di calcio a 5 kazako (n. 1968)
- Andrej Rutar, ex giocatore di calcio a 5 sloveno (Tolmino, n. 1987)
- Andrej Tkačuk, ex giocatore di calcio a 5 russo (Mosca, n. 1974)
- Andrej Tverjankin, ex giocatore di calcio a 5 russo (Noril'sk, n. 1967)

## Giornalisti(1)
- Andrej Nikolaevič Mironov, giornalista russo (Irkutsk, n. 1954 - Slov"jans'k, † 2014)

## Giuristi(1)
- Andrej Januar'evič Vyšinskij, giurista, politico e diplomatico sovietico (Odessa, n. 1883 - New York, † 1954)

## Hockeisti su ghiaccio(14)
- Andrej Chomutov, ex hockeista su ghiaccio sovietico (Jaroslavl', n. 1961)
- Andrej Kirjuchin, hockeista su ghiaccio russo (Jaroslavl', n. 1987 - Jaroslavl', † 2011)
- Andrej Kovalenko, ex hockeista su ghiaccio russo (Balakovo, n. 1970)
- Andrej Loktionov, hockeista su ghiaccio russo (Voskresensk, n. 1992)
- Andrej Lomakin, hockeista su ghiaccio russo (Voskresensk, n. 1964 - Detroit, † 2006)
- Andrej Markov, ex hockeista su ghiaccio russo (Voskresensk, n. 1978)
- Andrej Meszároš, hockeista su ghiaccio slovacco (Považská Bystrica, n. 1985)
- Andrej Mironov, hockeista su ghiaccio russo (Mosca, n. 1994)
- Andrej Nikolišin, ex hockeista su ghiaccio russo (Vorkuta, n. 1973)
- Andrej Sekera, ex hockeista su ghiaccio slovacco (Bojnice, n. 1986)
- Andrej Tavželj, hockeista su ghiaccio sloveno (Jesenice, n. 1984)
- Andrej Trefilov, ex hockeista su ghiaccio russo (Kirovo-Čepeck, n. 1969)
- Andrej Vasilevskij, hockeista su ghiaccio russo (Tjumen', n. 1994)
- Andrej Zubarev, hockeista su ghiaccio russo (Ufa, n. 1987)

## Imprenditori(4)
- Andrej Filatov, imprenditore e funzionario russo (Kryvyj Rih, n. 1971)
- Andrej Gur'ev, imprenditore russo (Lobnja, n. 1960)
- Andrej Kiska, imprenditore e politico slovacco (Poprad, n. 1963)
- Andrej Mel'ničenko, imprenditore russo (Homel', n. 1972)

## Informatici(1)
- Andrej Preston, programmatore sloveno (n. 1986)

## Ingegneri(1)
- Andrej Nikolaevič Tupolev, ingegnere aeronautico sovietico (Pustomazovo, n. 1888 - Mosca, † 1972)

## Marciatori(1)
- Andrej Perlov, ex marciatore sovietico (Novosibirsk, n. 1961)

## Martellisti(1)
- Andrej Abduvaliev, ex martellista tagiko (Leningrado, n. 1966)

## Matematici(6)
- Andrej Nikolaevič Kolmogorov, matematico sovietico (Tambov, n. 1903 - Mosca, † 1987)
- Andrej Andreevič Markov, matematico e statistico russo (Rjazan', n. 1856 - Pietrogrado, † 1922)
- Andrej Andreevič Markov, matematico sovietico (San Pietroburgo, n. 1903 - Mosca, † 1979)
- Andrej Okun'kov, matematico russo (Mosca, n. 1969)
- Andrej Piontkovskij, matematico e attivista russo (Mosca, n. 1940)
- Andrej Nikolaevič Tichonov, matematico sovietico (Gžatsk, n. 1906 - Mosca, † 1993)

## Militari(6)
- Andrej Vikulovič Chudobin, militare e esploratore russo
- Andrej Grigor'evič Kalënov, militare russo (Kužendeevo, n. 1921 - Leopoli, † 2011)
- Andrej Michajlovič Kurbskij, militare russo (n. 1528 - † 1583)
- Andrej Aleksandrovič Mel'nikov, militare sovietico (Mahilëŭ, n. 1968 - Paktia, † 1988)
- Andrej Pavlovič Šuvalov, ufficiale russo (n. 1817 - † 1876)
- Andrej Ivanovič Vjazemskij, ufficiale russo (n. 1750 - Mosca, † 1807)

## Musicisti(1)
- Andrej Aleksin, musicista e cantante russo (Aleksin, n. 1968)

## Nobili(4)
- Andrej di Polack, nobile lituano (n. 1325 - battaglia del fiume Vorskla, † 1399)
- Andrej Andreevič Golicyn, nobile russo († 1638)
- Andrej Vladimirovič Romanov, nobile russo (San Pietroburgo, n. 1879 - Parigi, † 1956)
- Andrej Aleksandrovič Romanov, nobile russo (San Pietroburgo, n. 1897 - Faversham, † 1981)

## Nuotatori(8)
- Andrej Bogdanov, nuotatore sovietico (n. 1958 - † 1999)
- Andrej Grečin, nuotatore russo (Barnaul, n. 1987)
- Andrej Kapralov, nuotatore russo (Leningrado, n. 1980)
- Andrej Korneev, nuotatore russo (Omsk, n. 1974 - Mosca, † 2014)
- Andrej Krylov, ex nuotatore sovietico (Leningrado, n. 1956)
- Andrej Minakov, nuotatore russo (San Pietroburgo, n. 2002)
- Andrej Smirnov, nuotatore sovietico (Leningrado, n. 1957 - † 2019)
- Andrej Žilkin, nuotatore russo (Mosca, n. 1995)

## Orientisti(1)
- Andrej Chramov, orientista russo (Baschiria, n. 1981)

## Ostacolisti(1)
- Andrej Prokof'ev, ostacolista e velocista sovietico (Lesnoj, n. 1959 - Ekaterinburg, † 1989)

## Paleontologi(1)
- Andrej Vasil'evič Martynov, paleontologo e entomologo russo (Rjazan', n. 1879 - Mosca, † 1938)

## Pallamanisti(1)
- Andrej Lavrov, ex pallamanista russo (Krasnodar, n. 1962)

## Pallanuotisti(2)
- Andrej Belofastov, pallanuotista sovietico (Kiev, n. 1969)
- Andrej Rekečinskij, pallanuotista russo (Volgograd, n. 1981)

## Pallavolisti(4)
- Andrej Aščev, pallavolista russo (Budënnovsk, n. 1983)
- Andrej Egorčev, ex pallavolista russo (Naberežnye Čelny, n. 1978)
- Andrej Kuznecov, pallavolista sovietico (Uzyn, n. 1966 - Francavilla al Mare, † 1994)
- Andrej Žekov, pallavolista bulgaro (Sofia, n. 1980)

## Patrioti(1)
- Andrej Koša, patriota slovacco (Jazernica, n. 1800 - Martin, † 1887)

## Pattinatori artistici su ghiaccio(2)
- Andrej Buškov, ex pattinatore artistico su ghiaccio russo (n. 1969)
- Andrej Surajkin, pattinatore artistico su ghiaccio sovietico (Leningrado, n. 1948 - San Pietroburgo, † 1996)

## Pentatleti(1)
- Andrej Moiseev, pentatleta russo (Rostov sul Don, n. 1979)

## Pianisti(2)
- Andrej Choteev, pianista russo (Leningrado, n. 1946 - † 2021)
- Andrej Vladimirovič Gavrilov, pianista russo (Mosca, n. 1955)

## Pittori(4)
- Andrej Beloborodov, pittore e architetto russo (Tula, n. 1886 - Roma, † 1965)
- Andrej Kolkutin, pittore e scultore russo (Smoliàninovo, n. 1957)
- Andrej Andreevič Popov, pittore russo (Tula, n. 1832 - Nižnij Novgorod, † 1896)
- Andrej Rublëv, pittore russo (n. 1360 - Mosca, † 1430)

## Poeti(3)
- Andrej Plávka, poeta, scrittore e politico slovacco (Liptovská Sielnica, n. 1907 - Bratislava, † 1982)
- Andrej Sládkovič, poeta, critico letterario e traduttore slovacco (Krupina, n. 1820 - Radvaň, † 1872)
- Andrej Andreevič Voznesenskij, poeta russo (Mosca, n. 1933 - Mosca, † 2010)

## Politici(19)
- Andrej Babiš, politico e imprenditore ceco (Bratislava, n. 1954)
- Andrej Bajuk, politico sloveno (Lubiana, n. 1943 - Lubiana, † 2011)
- Andrej Rėmovič Belousov, politico e economista russo (Mosca, n. 1959)
- Andrej Sergeevič Bubnov, politico e militare sovietico (Ivanovo-Voznesensk, n. 1884 - Mosca, † 1938)
- Andrej Danko, politico slovacco (Revúca, n. 1974)
- Andrej Andreevič Gromyko, politico e diplomatico sovietico (Homel', n. 1909 - Mosca, † 1989)
- Andrej Karlov, politico e diplomatico russo (Mosca, n. 1954 - Ankara, † 2016)
- Andrej Pavlovič Kirilenko, politico sovietico (Alekseevka, n. 1906 - Mosca, † 1990)
- Andrej Ljapčev, politico bulgaro (Resen, n. 1866 - Sofia, † 1933)
- Andrej Lukanov, politico bulgaro (Mosca, n. 1938 - Sofia, † 1996)
- Andrej Ivanovič Osterman, politico tedesco (Bochum, n. 1686 - Berezov, † 1747)
- Andrej Plenković, politico e diplomatico croato (Zagabria, n. 1970)
- Andrej Savel'ev, politico russo (Svobodnyj, n. 1962)
- Andrej Skoč, politico russo (Nikol'skoe, n. 1966)
- Andrej Petrovič Šuvalov, politico russo (n. 1742 - San Pietroburgo, † 1789)
- Andrej Ivanovič Tolstoj, politico e ufficiale russo (n. 1721 - † 1803)
- Andrej Tošev, politico, diplomatico e scienziato bulgaro (Stara Zagora, n. 1867 - Sofia, † 1944)
- Andrej Aleksandrovič Travnikov, politico russo (Čerepovec, n. 1971)
- Andrej Aleksandrovič Ždanov, politico sovietico (Mariupol', n. 1896 - Mosca, † 1948)

## Presbiteri(3)
- Andrej Hlinka, presbitero e politico slovacco (Černová, n. 1864 - Ružomberok, † 1938)
- Andrej Kmeť, presbitero, botanico e etnografo slovacco (Bzenica, n. 1841 - Martin, † 1908)
- Andrej Ľudovít Radlinský, presbitero, linguista e pedagogo slovacco (Dolný Kubín, n. 1817 - Kúty, † 1879)

## Principi(4)
- Andrej di Starica, principe russo (Mosca, n. 1490 - Mosca, † 1537)
- Andrej Mstislavič, principe russo († 1339)
- Andrej Vasil'evič Bol'šoj, principe russo (Uglič, n. 1446 - Mosca, † 1493)
- Andrej di Perejaslav e Volinia, principe russo (Perejaslav, n. 1102 - Perejaslav, † 1141)

## Pugili(2)
- Andrej Abramov, pugile sovietico (Iževsk, n. 1935 - Mosca, † 1995)
- Andrej Zamkovoj, pugile russo (Svobodnyj, n. 1987)

## Rapper(2)
- Ligalize, rapper russo (Mosca, n. 1977)
- Toxis, rapper russo (Mosca, n. 2004)

## Registi(17)
- Andrej Chržanovskij, regista sovietico (Mosca, n. 1939)
- Andrej Dobrovol'skij, regista russo (Mosca, n. 1950)
- Andrej Vladimirovič Frolov, regista cinematografico sovietico (San Pietroburgo, n. 1909 - Mosca, † 1967)
- Andrej Kavun, regista russo (Leopoli, n. 1969)
- Andrej Končalovskij, regista, sceneggiatore e produttore cinematografico sovietico (Mosca, n. 1937)
- Andrej Kravčuk, regista e sceneggiatore russo (Leningrado, n. 1962)
- Andrej Ivanovič Ladynin, regista sovietico (Mosca, n. 1938 - Mosca, † 2011)
- Andrej Maljukov, regista russo (Novosibirsk, n. 1948 - Mosca, † 2021)
- Andrej Nekrasov, regista russo (Leningrado, n. 1958)
- Andrej Proškin, regista russo (Mosca, n. 1969)
- Andrej Razenkov, regista russo (Mosca, n. 1967)
- Andrej Razumovskij, regista sovietico (Mosca, n. 1948 - † 2013)
- Andrej Andreevič Tarkovskij, regista russo (Mosca, n. 1970)
- Andrej Petrovič Tutyškin, regista cinematografico e attore sovietico (Chișinău, n. 1910 - Mosca, † 1971)
- Andrej Evgen'evič Zajcev, regista, sceneggiatore e produttore cinematografico russo (Mosca, n. 1975)
- Andrej Ėšpaj, regista sovietico (Mosca, n. 1956)
- Andrej Šal'opa, regista russo (Leningrado, n. 1972)

## Rivoluzionari(2)
- Andrej Andreevič Andreev, rivoluzionario, politico e sindacalista sovietico (Kuznecovo, n. 1895 - Mosca, † 1971)
- Andrej Ivanovič Željabov, rivoluzionario russo (Nikolaevka, n. 1851 - San Pietroburgo, † 1881)

## Rugbisti a 15(2)
- Andrej Kovalenko, rugbista a 15 sovietico (Kiev, n. 1971)
- Andrej Ostrikov, rugbista a 15 russo (Mosca, n. 1987)

## Scacchisti(2)
- Andrej Esipenko, scacchista russo (Novočerkassk, n. 2002)
- Andrej Jur'evič Sokolov, scacchista francese (Vorkuta, n. 1963)

## Schermidori(3)
- Andrej Alšan, ex schermidore sovietico (Baku, n. 1960)
- Andrej Deev, schermidore russo (Sverdlovsk, n. 1978)
- Andrej Šuvalov, ex schermidore sovietico (n. 1965)

## Sciatori alpini(9)
- Andrej Drukarov, sciatore alpino lituano (Vilnius, n. 1999)
- Andrej Filičkin, ex sciatore alpino russo (Elizovo, n. 1975)
- Andrej Klinar, sciatore alpino sloveno (Jesenice, n. 1942 - Bled, † 2011)
- Andrej Koželj, ex sciatore alpino jugoslavo (Maribor, n. 1955)
- Andrej Križaj, ex sciatore alpino sloveno (Jesenice, n. 1986)
- Andrej Miklavc, ex sciatore alpino sloveno (Kranj, n. 1970)
- Andrej Rant, ex sciatore alpino sloveno
- Andrej Soklič, ex sciatore alpino sloveno (n. 1945)
- Andrej Šporn, ex sciatore alpino sloveno (Kranj, n. 1981)

## Scrittori(8)
- Andrej Amal'rik, scrittore russo (Mosca, n. 1938 - Guadalajara, † 1980)
- Andrej Belyj, scrittore, poeta e filosofo russo (Mosca, n. 1880 - Mosca, † 1934)
- Andrej Budal, scrittore, giornalista e traduttore sloveno (Gorizia, n. 1889 - Trieste, † 1972)
- Andrej Georgievič Bitov, scrittore russo (Leningrado, n. 1937 - Mosca, † 2018)
- Andrej Longo, scrittore italiano (Ischia, n. 1959)
- Andrej Nikolaidis, scrittore montenegrino (Sarajevo, n. 1974)
- Andrej Platonovič Platonov, scrittore sovietico (Voronež, n. 1899 - Mosca, † 1951)
- Andrej Donatovič Sinjavskij, scrittore e critico letterario sovietico (Mosca, n. 1925 - Parigi, † 1997)

## Slittinisti(3)
- Andrej Bogdanov, slittinista russo (Dmitrov, n. 1992)
- Andrej Medvedev, slittinista russo (Dmitrov, n. 1993)
- Andrej Ročilov, ex slittinista sovietico

## Snowboarder(1)
- Andrej Sobolev, snowboarder russo (Taštagol, n. 1989)

## Sollevatori(2)
- Andrej Matveev, ex sollevatore russo (n. 1971)
- Andrej Čemerkin, ex sollevatore russo (Solnečnodol'sk, n. 1972)

## Sovrani(3)
- Andrea II di Vladimir, sovrano (n. 1222 - † 1264)
- Andrea III di Vladimir, sovrano russo (n. 1260 - † 1304)
- Andrej Bogoljubskij, sovrano (Rostov - Bogoljubovo, † 1174)

## Tennisti(9)
- Andrej Čerkasov, ex tennista sovietico (Ufa, n. 1970)
- Andrej Golubev, tennista russo (Volžskij, n. 1987)
- Andrej Kuznecov, tennista e allenatore di tennis russo (Tula, n. 1991)
- Andrej Martin, tennista slovacco (Bratislava, n. 1989)
- Andrej Merinov, ex tennista russo (Mosca, n. 1971)
- Andrej Ol'chovskij, ex tennista sovietico (Mosca, n. 1966)
- Andrej Rublëv, tennista russo (Mosca, n. 1997)
- Andrej Stoljarov, ex tennista russo (Soči, n. 1977)
- Andrej Česnokov, ex tennista sovietico (Mosca, n. 1966)

## Velisti(1)
- Andrej Balašov, velista russo (n. 1946 - † 2009)

## Velocisti(1)
- Andrej Epišin, ex velocista russo (n. 1981)

## Vescovi cattolici(3)
- Andrej Glavan, vescovo cattolico sloveno (Soteska, n. 1943)
- Andrej Karlin, vescovo cattolico austriaco (Stara Loka, n. 1857 - Maribor, † 1933)
- Andrej Saje, vescovo cattolico sloveno (Novo Mesto, n. 1966)

## Violinisti(1)
- Andrej Korsakov, violinista, insegnante e direttore d'orchestra sovietico (Mosca, n. 1946 - Mosca, † 1991)

## Senza attività specificata(1)
- Andrej Uvarov, ex ballerino e direttore artistico russo (Mosca, n. 1971)